# 苏州大学天赐庄校区
苏州大学天赐庄校区前身为创建于1900年的东吴大学，为原东吴大学校址实际使用单位，校区内亦保留了许多东吴大学位于苏州时期留下的哥特式等风格的建筑物。校区占地57.5 公顷，建筑面积达 25 万平方米，其中教辅科研区主要在校区南部，宿舍区分散于校区东西两侧。

## 历史
1900年至1952年的历史，详见东吴大学；
1952年至1982年间，天赐庄校区向北扩建，建成图书馆、文科楼、物理教学楼等建筑设施，建筑大都为砖混结构；
1982年后，因扩招等原因，建设了大量教学用房和宿舍，有逸夫楼、存菊堂（大礼堂）、理工实验大楼等。

## 图册
- 东吴大学原校门南侧
- 东吴大学原校门北侧
- 钟楼
- 王健法学院
- 方塔
- 博物馆
- 存菊堂（大礼堂）
- 足球场
- 河流（图中桥梁为尊师桥）
- 情系东吴